# 滑石镇
滑石镇，是中华人民共和国贵州省六盤水市盘州市一个已撤销的乡级行政区，2015年6月4日，贵州省人民政府批复同意盘县乡镇行政区划调整，撤销滑石镇，将其所辖的旧寨村、戈多村、白米寨村、七棵树村、哒啦村、黄泥包村、朱家村、迤坝村划归鸡场坪镇，雷打山村、岩脚村划归两河街道。